# Ivo Garrani
Ivo Garrani, né le 6 février 1924 à Introdacqua (Abruzzes), et mort le 25 mars 2015 à Rome, est un acteur italien.

## Filmographie partielle

### Au cinéma
- 1952 : Ragazze da marito d'Eduardo De Filippo : Tommaso Spadoni
- 1954 : Orient-Express de Carlo Ludovico Bragaglia
- 1958 : Le danger vient de l'espace (La morte viene dallo spazio), de Paolo Heusch : Prof. Herbert Weisse
- 1958 : L'Esclave d'Orient (Afrodite, dea dell'amore), de Mario Bonnard : Antigone
- 1958 : Les Travaux d'Hercule (Le fatiche di Ercole), de Pietro Francisci : Pélias
- 1959 : La Bataille de Marathon (La battaglia di Maratona), de Jacques Tourneur : Crésus, le père d'Andromède
- 1959 : Le Général Della Rovere (Il generale Della Rovere), de Roberto Rossellini : chef Partisan
- 1959 : Le Maître de forges (Il padrone delle ferriere), d'Anton Giulio Majano : M. Moulinet
- 1959 : Le Fric, de Maurice Cloche : M. de Belar
- 1960 : Vent du sud (Vento del sud) d'Enzo Provenzale
- 1960 : Les Nuits de Raspoutine (L'ultimo zar), de Pierre Chenal : rôle indéterminé
- 1960 : Le Masque du démon (La maschera del demonio), de Mario Bava : Prince Vajda
- 1960 : Le Bossu de Rome (Il gobbo), de Carlo Lizzani : Moretti
- 1961 : Capitaine Morgan, d'André de Toth et Primo Zeglio : le gouverneur
- 1961 : Hercule à la conquête de l'Atlantide (Ercole alla conquista Di Atlantide), de Vittorio Cottafavi : le Roi de Mégalie
- 1962 : Le Fils de Spartacus (Il figlio di Spartacus), de Sergio Corbucci : Jules César
- 1963 : Le Guépard (Il Gattopardo), de Luchino Visconti : le colonel Pallavicini
- 1963 : Le Procès de Vérone (Il processo di Verona), de Carlo Lizzani : Roberto Farinacci
- 1963 : Le Jour le plus court (Il giorno più corto), de Sergio Corbucci : l'héritier sicilien (non crédité)
- 1964 : Cyrano et d'Artagnan, d'Abel Gance : Laubardemont
- 1965 : La Jeune Morte, de Claude Faraldo et Roger Pigaut : le père
- 1965 : Les Grands Chefs (I grandi condottieri) : Gédéon
- 1967 : La Ceinture de chasteté (La cintura di castità) de Pasquale Festa Campanile
- 1968 : Homicides par vocation (L'assassino ha le mani pulite) de Vittorio Sindoni
- 1970 : Waterloo, de Serge Bondartchouk : le Maréchal Soult
- 1971 : Libération (film, 1971) (Освобождение (киноэпопея)) : Benito Mussolini
- 1971 : Bronte: cronaca di un massacro che i libri di storia non hanno raccontato, de Florestano Vancini : Nicolò Lombardo
- 1972 : À la guerre comme à la guerre de Bernard Borderie : Lubianski
- 1975 : Section spéciale, de Costa-Gavras :  l'amiral François Darlan
- 1977 : Holocauste 2000 (Rain of Fire), d'Alberto De Martino : le premier ministre

### À la télévision
- 1974 : Jo Gaillard

### À la radio
- 1997 : Il mercante di fiori